# Sofja Pierowska

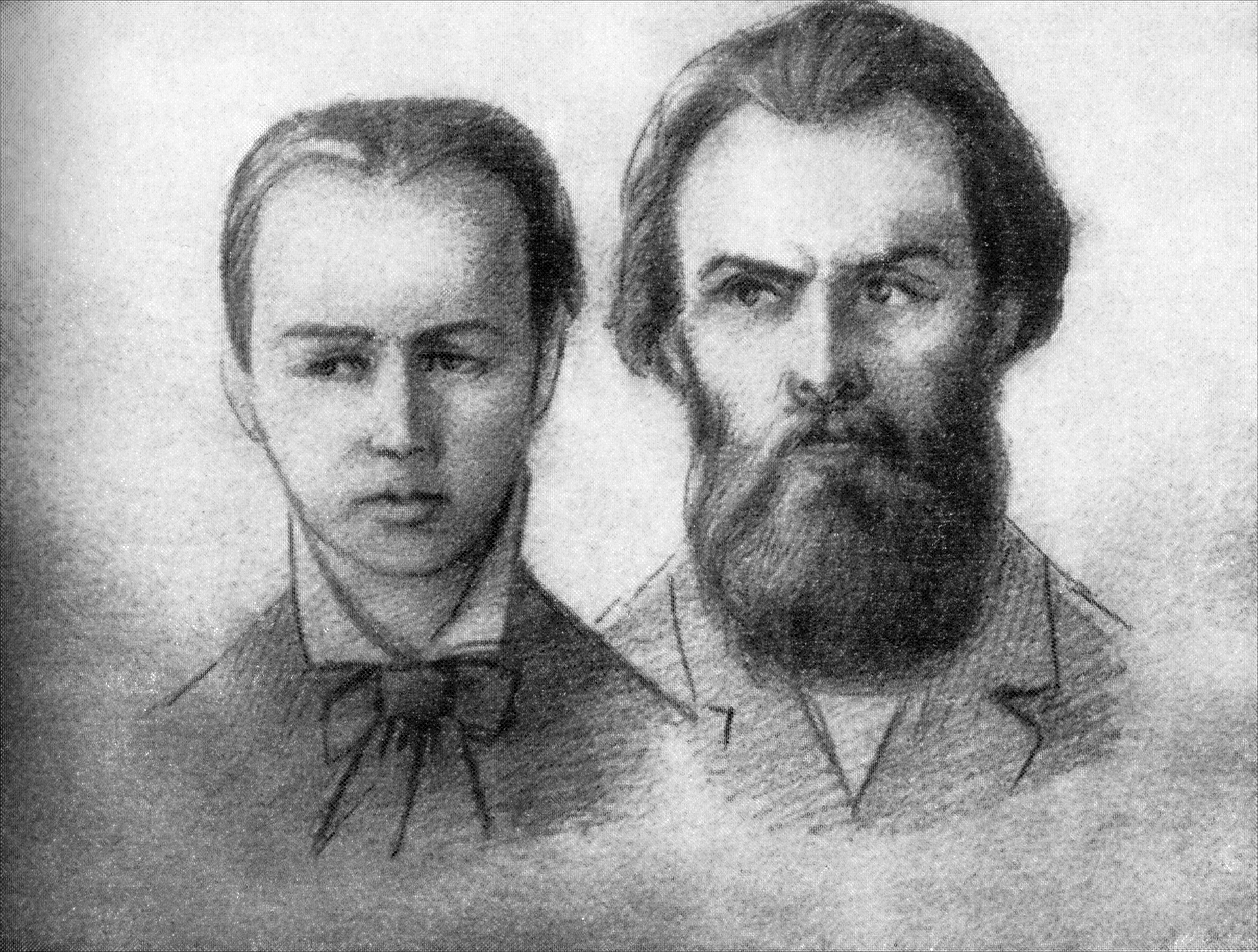
Pierowska i Andriej Żelabow w czasie procesu

Sofja Lwowna Pierowska, ros. Софья Львовна Перовская (ur. 1 września?/13 września 1853 w Petersburgu, zm. 3 kwietnia?/15 kwietnia 1881 tamże) – rosyjska rewolucjonistka, działaczka Narodnej Woli. Współorganizatorka zamachów na cara Aleksandra II, w tym zakończonego powodzeniem ataku z 13 marca 1881 roku.

## Życiorys
Pierowska była córką generał-gubernatora Petersburga, jednak już w młodym wieku zaangażowała się w działalność w tajnych organizacjach antycarskich i przestała utrzymywać kontakt z rodziną. Ukończyła uniwersytet dla kobiet z dyplomem nauczycielki i lekarki, w latach 1872–1874 pracowała zawodowo w Samarze, Twerze i Symbirsku, cały czas będąc aktywną w ruchu narodnickim. Szczególnie angażowała się w organizację materiałów i spotkań propagandowych. W 1874 roku została z tego powodu osadzona w Twierdzy Pietropawłowskiej, a w 1878 roku sądzona w związku z tzw. procesem 193. Skazana na zesłanie do guberni ołonieckiej, zdołała zbiec z transportu. Rozczarowana co do dotychczasowych metod działania narodników, wstąpiła do Narodnej Woli, popierając terrorystyczne metody walki z caratem. Uczestniczyła w akcji organizowania ucieczek działaczy narodnickich z więzienia w Charkowie. Od jesieni roku 1879 była członkiem Komitetu Wykonawczego Narodnej Woli. Nadal zajmowała się głównie propagandą wśród studentów, robotników i żołnierzy, współredagowała nielegalną prasę. Brała udział w organizowaniu nieudanych zamachów na Aleksandra II na linii kolejowej pod Odessą, pod Moskwą i wreszcie udanej akcji z marca 1881 roku. Pierowska wynajmowała w Petersburgu lokal, w którym zbierali się narodowolcy, a w dniu ataku dała chusteczką sygnał do rzucenia bomby na carski powóz. Została aresztowana 10 dni po zamachu i skazana na karę śmierci przez powieszenie. Wyrok wykonano 3/15 kwietnia na Placu Siemionowskim w Petersburgu.
Żyła w nieformalnym związku z innym działaczem Narodnej Woli, Andriejem Żelabowem.